# Riddle
Riddle är en låt framförd av den amerikanska musikgruppen En Vogue inspelad till deras fjärde studioalbum Masterpiece Theatre (2000). Låten skrevs av Denzil Foster, Thomas McElroy och En Vogue-medlemmarna Maxine Jones, Terry Ellis och Cindy Herron.

## Bakgrund
Under 1990-talet bildade Terry Ellis, Dawn Robinson, Cindy Herron och Maxine Jones den amerikanska musikgruppen En Vogue. Gruppen åtnjöt stora kommersiella framgångar med albumen Born to Sing (1990), Funky Divas (1992) och EV3 (1997). Innan utgivningen av EV3 lämnade Robinson gruppen som då istället blev en trio. Efter ett tre år långt uppehåll påbörjade En Vogue arbetet på deras fjärde studioalbum, Masterpiece Theatre. Under uppehållet hade andra kvinnliga grupper som TLC och Destinys Child fått ökad popularitet. I en intervju med MTV kommenterade Jones: "Vi vet inte om den nisch som vi skapade finns kvar nu men vi vill huvudsakligen kunna känna oss stolta över den musik vi väljer att ge ut." Duon Denzil Foster och Thomas McElroy som skapade gruppens första två album anställdes för att producera Masterpeice Theatre. Gruppmedlemmarna ville i huvudsak att albumet skulle bestå av "äkta R&B" med inslag av klassisk musik.

## Komposition och inspelning
"Riddle" skrevs av produktionsduon Foster och McElroy som också stod för produktionen. Låten innehåller ytterligare låttext skriven av Jones, Ellis och Herron. En Vogue spelade in låten i inspelningsstudion FM Studios i Emeryville, Kalifornien. Den "Riddle" är en R&B-låt i upptempo med en total speltid på fyra minuter och fyra sekunder. Den beskrevs som annorlunda jämfört med resten av innehållet på Masterpice Theatre.

## Lansering och mottagande
"Riddle" betraktades som En Vogues comeback. Om valet av låten som albumets huvudsingel kommenterade Jones: "Vi ville ha något som var radiovänligt som försmak av oss innan vi gav ut något av det mera klassiska." "Riddle" ingick i en marknadsföringskampanj med det svenska företaget Mobilehits som erbjöd den som ringsignal. "Riddle" inkluderades senare på samlingsalbumet Absolute Music 34 som utgavs 24 augusti 2000.
Chuck Taylor från Billboard gav låten blandad kritik i sin recension. Han konstaterade att låten förmodligen skulle bli "ännu en smash-hit" för En Vogue tack vare gruppmedlemmarnas sång, produktionen och den "trendiga låttexten". Taylor ansåg dock att den kändes "daterad" och väldigt lik En Vogues 1990-tals hit "My Lovin' (You're Never Gonna Get It)". Han avslutade recensionen med att skriva: "Den är helt enkelt inte dålig men inte jättebra heller." En recensent från NME var positiv till Masterpeice Theatre i sin helhet och tyckte "Riddle" påminde om musik utgiven av den amerikanska sångaren Chaka Khan.

## Kommersiell prestation
I USA blev "Riddle" en kommersiell flopp för En Vogue. Låten tog sig knappt in på singellistan Hot 100 där den stannade på plats 92. Den presterade dock bättre på förgreningslistorna Pop Songs och Rhythmic Songs där den nådde plats 35 respektive 32.
"Riddle" presterade måttligt på singellistorna i Europa och nådde topp-30 i fyra länder. På Belgiens singellista över regionen Flandern gick låten in på plats 45 24 juni 2000. Fyra veckor senare nådde den plats 15 vilket blev toppositionen. Låten låg sammanlagt 12 veckor på listan. I Vallonien nådde "Riddle" plats 24. I Nederländerna gick låten in på plats 96 på Dutch Top 40 13 maj 2000. Under följande veckor klättrade den och nådde slutligen plats 28. Låten låg sammanlagt 16 veckor på listan. I Frankrike gick "Riddle" in på plats 24 på landets officiella singellista 24 juni 2000. Den nådde plats 22 och stannade sammanlagt 19 veckor på listan. På Storbritanniens UK Singles Chart nådde låten som högst plats 33 men hade större framgångar på förgreningslistan UK R&B Singles Chart där den blev en topp-tio hit.

## Musikvideo och liveframträdanden

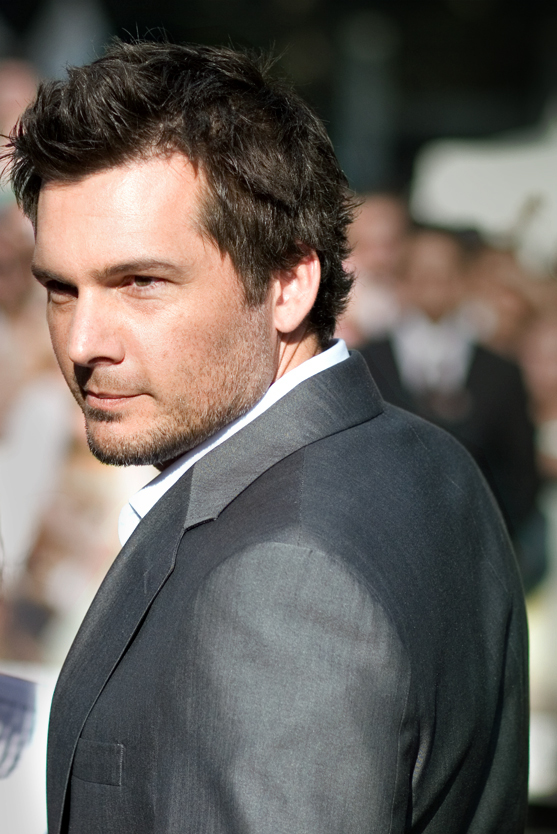
Len Wiseman regisserade videon till "Riddle".

Musikvideon till "Riddle" regisserades av Len Wiseman och producerades av Crash Films. Joseph Uliano blev chefsproducent för projektet. I videon spelar En Vogue-medlemmarna hämndlystna kvinnor som ger igen på sina otrogna män. I de första sekvenserna utför gruppen danskoreografi i ett futuristiskt rum. Den visar samtidigt hur Ellis knackar på hos sin pojkvän som inte öppnar då han har en älskarinna på besök. I nästföljande scener transformeras Ellis utstyrsel till en läderdräkt och hon sparkar in dörren och börjar slå sönder föremål inne i killens lägenhet. Jones stoppar sin pojkvän som kör en Mercedes med sin älskarinna i passagerarsätet. Hon börjar därefter slå sönder bilens rutor och strålkastare med en slägga. Herron kommer på sin partner tillsammans med en kvinna i en swimmingpool och drar upp honom i håret. Videon premiärvisades i amerikansk TV 8 maj 2000 och lades till i BET:s och VH-1:s spellistor 13 maj 2000. Enligt Billboards "Video Monitor", en sammanfattning gjord av Nielsen Broadcast Data Systems över de mest spelade musikvideorna på olika musikvideokanaler, nådde videon plats 22 i juni 2000.
En Vogue framförde "Riddle" i några TV-sända program. 22 maj 2000 framförde gruppen låten i NBC:s Tonight Show.

## Medverkande
Information hämtad från Discogs
- Cindy Herron – huvudsång, låtskrivare
- Maxine Jones – sångare, låtskrivare
- Terry Ellis – sångare, låtskrivare
- Denzil Foster – låtskrivare, chefsproducent, producent
- Thomas McElroy – låtskrivare, producent
- Steve Counter – ljudmix
- Angela Quinones – ledning
- David Lombard – ledning
- Ken Kessie – ljudteknik
- Mario Winans – bakgrundssång

## Listplaceringar

### Veckolistor
| Lista (2000)                          | Topplacering |
| ------------------------------------- | ------------ |
| Belgien (Ultratop 50 Flandern)        | 15           |
| Belgien (Ultratop 50 Vallonien)       | 24           |
| Nederländerna (Dutch Top 40)          | 28           |
| Frankrike (SNEP)                      | 22           |
| Tyskland (Media Control AG)           | 62           |
| Schweiz (Schweizer Hitparade)         | 56           |
| Storbritannien (UK Singles Chart)     | 33           |
| Storbritannien (UK R&B Singles Chart) | 8            |
| USA Billboard Hot 100                 | 92           |
| USA Hot R&B/Hip-Hop Songs (Billboard) | 95           |
| USA Pop Songs (Billboard)             | 35           |
| USA Rhythmic Songs (Billboard)        | 32           |